# تشانغ يو (لاعبة كرة طائرة)
تشانغ يو (بالصينية: 張 宇) (25 سبتمبر 1995 - ) هي لاعبة كرة طائرة الصين.